# エンテロウイルス
エンテロウイルス (enterovirus; EV) は、ピコルナウイルス科のエンベロープのない一本鎖RNAウイルスである。腸管内で増殖するウイルスの総称のため、腸管ウイルスともいう。

## 特徴
腸管ウイルスは、本属のポリオウイルス、コクサッキーウイルス、エコーウイルス、パレコウイルスの各ウイルスを含むが、新たに発見されたものについてはEV68～71, 73と命名されている。日本の手足口病患者から検出されるのは主としてコクサッキーウイルスA16（CA16）とエンテロウイルス71（EV71）である。EVは経口あるいは糞口感染する。エンテロウイルス71の中枢神経合併症（無菌性髄膜炎、脳炎）には重篤なものがあるので注意を要する。ウイルスは、胃液の強酸や膵液のアルカリで死滅することなく消化管（特に腸）の中で増殖する。

## 症状
感染しても何の症状もない人が多い。症状が出る場合、かぜ症候群やインフルエンザ様症状を起こすこともある。子どもの夏カゼの代表としてよく知られる手足口病、ヘルパンギーナを起こす。
新生児が感染（希に子宮内で感染）した場合、希に重症化し無菌性髄膜炎、心筋心膜炎を発症し死亡例もある。
妊婦は感染により早産の可能性があるため注意が必要（特に出産直前の2週間に感染するとリスクが高まる）。

## 治療
エンテロウイルス感染症の治療は主に支持療法となる。 胸膜痛の場合、激しい痛みを和らげるための鎮痛剤を用いる。 重症例では、オピオイド（麻薬性鎮痛剤）が必要とされる場合もある。 エンテロウイルスに起因する無菌性髄膜炎の治療も、主に対症療法である。 エンテロウイルス性心臓炎の治療は、不整脈、心膜滲出液、心不全などの合併症の予防と治療からなる。 エンテロウイルス性心臓炎について研究中の治療法に、免疫グロブリンの静脈内投与がある。

## 予防
感染により免疫が得られる。ワクチンは2012年時点で開発中である。
日常生活においては、手洗いの励行と食肉が汚染されている場合はよく火を通してから食べる。
症状が回復しても便の中に長期間にわたってウイルスが排出されるため、排便前後の手洗いはしっかり行う。また、オムツや下着などウイルスが付着している可能性の高いものは、適切に処理する。